# 賭聖延續篇：賭霸
《賭霸》，是1991年由劉鎮偉、元奎執導的香港電影，為《赌圣》得到香港最高票房之後製作的續集。在當年男星賭片風潮下，本片罕有地以女星領銜主演，拉攏當時得令的兩大巨星梅艷芳及鄭裕玲合作，兩人的喜劇演出備受讚賞。本片無論配角還是幕後都和《賭聖》一脈相承，但是票房成績卻相去後者甚遠。上集的主角周星馳則只在片首和片末客串出場。

## 電影劇情
阿星贏得世界賭王大賽「賭聖」稱號之後，離開香港環遊世界去了，留下三叔一家人。阿星的姊姊妹頭為了帶阿星回廣州而來到香港，在三叔一家人和陳松對峙時展現了特異功能，因此陳松就命令她代替阿星參加由洪光主辦的世界賭王大賽，不然就對三叔不利。三叔為了找尋新的賭聖，而打聽到在魚市場逢賭必贏的「賭霸」—有喜，其精湛的賭技讓三叔相當驚艷，於是送給她一百萬美金的訂金要求她負起這項重責大任。

## 演員列表
| 演员   | 角色         | 備註                                                                  |
| 鄭裕玲 | 有喜         | 即「賭霸」。妹頭之徒弟，為了替弟弟醫病而欺騙大家自己有特異功能。      |
| 梅艷芳 | 左颂梅(妹头) | 左頌星之姐、三叔之姪女、有喜之師父。 和其胞弟左頌星一样，拥有特異功能 |
| 吳孟達 | 三叔         | 即「黑仔達」。六姑之夫、妹頭之三叔。                                  |
| 劉鎮偉 | 陳松         | 台灣賭王。                                                            |
| 鍾鎮濤 | 大B          | 劫匪。                                                                |
| 劉洵   | 嚴真         |                                                                       |
| 元華   | 師傅         | 妹頭師父。                                                            |
| 盧冠廷 | 堯           |                                                                       |
| 秦沛   | 洪光         | 香港賭王。                                                            |
| 元奎   | 賣魚盛       |                                                                       |
| 吳君如 | 阿萍         |                                                                       |
| 盧宛茵 | 六姑         | 三叔之妻。                                                            |
| 成奎安 | 魚市場賭徒   |                                                                       |
| 周星馳 | 左頌星       | 賭聖。(結尾客串)                                                      |
| 太保   | 日本賭王     |                                                                       |